# Ninshatapada
Ninshatapada was eind 19e, begin 18e eeuw hogepriesteres van de godin Meslamtaea in Durum, in het zuiden van Mesopotamië. Zij was de dochter van koning Sin-kashid van Uruk en waarschijnlijk door hemzelf tot hogepriesteres benoemd. In 1799 v.Chr. schreef zij een brief aan de koning van Larsa met een uitgebreide smeekbede die in een aantal elkaar aanvullende kopieën bewaard gebleven is. 
Tot vijf jaar daarvoor was Durum, dat niet ver van Uruk lag, in handen van de koning van die stad, maar in 1804 werd het veroverd door de koning van Larsa in een van de vele krijgshandelingen van de twee en een halve eeuw durende burgeroorlog die bekend staat als de tijd van Isin en Larsa. Zij was al op leeftijd toen ze de brief schreef. 
Spreek tot mijn koning!
Tot Rim-Sin, de jonge beschermer die het hart van Enlil verzacht
De trouwe herder rechtmatig door de grote heer Ninurta geroepen om de gehele nati te redden,
Breed van begrip, wiens inzicht te boven gaat, die alles bijeen vergaart
Raadsman wiens wijsheid verzacht, wiens volle bereik geen oog kan zien
Rechter van rechtschapenheid, die een oprecht mens zo liefheeft als /utu zelf
Spreek andermaal!
Tot de genadige wiens land breed is, de krijger die de stad (Larsa) wreekt.
Onstuimige goedige oeros; in slag en strijd de krijger die zijn hoofd trots verheft in het gevecht
Vol moed, degene die vooruit gaat zodat niemand terug wil gaan(?)
De vaandeldrager voor wie niemand kan staat; zelfs de sterkste is ontzet.
Prins met het verheven hoofd die de overwinning boekt, de triomfantelijkste in koningschap
Machtige die waarlijk de ... slaat [en] de strijdknots van de vijand vat
Zoon verwekt door de heer Nergal met grootsheid vanaf de geboorte
Spreek ten derde male!
Dit is wat Nin-shata-pada, de schrijfster,
priesteres van de goddelijke Meslamtaea,
Dochter van Sin-Kashid koning van Uruk;
je dienstmaagd, zegt:
Larsa, de stad berheven als een berg die niemand bedwingen kan
heeft op bevel van An en Enlil het veld betreden en de aardhoop (d.w.z. de nederige stad Durum) ingenomen
Het leger van Uruk, schrik van alle landen laat zijn horens zakken als een oeros
Met uw grote macht hebt u hun hun koning in een tweegevecht ontnomen
 Hun volk gespaard, verleen hun het zoete leven!
Pestilentie is onder de slaven en kinderen gevoed met melk niet ontstaan, een ziekte is niet uitgebroken.
 Zijn bevolking ineengezakt zoals een vis op het droge -- zij hebben het aan het daglicht gelaten(?)
Zijn krijgers zijn voor u met de knots vernietigd; het is uw had die hen gevat heeft
Zij konden de pestilentie ontkomen; zij zongen u lof toe.
De jammerklacht van Uruk is in een vreugdezang veranderd; zijn klachten zijn vertrokken.
Wee en weduwe zijn in grazige weiden geplaatst; zij laten hen in het groen verpozen.
Dagelijks eten de mensen en al het land van de omgeving.
Uw goede jaren zijn genadevol, alle landen dansen(?)
Van oudsher, wie heeft ooit een koning zoals u in de slag gezien?
Zo is het Utu zelf die een leven lang in Ebabbar woont.
 Kijk nu ook met gunst op mij, laat uw verklaring de donkere dag verlichten!
Sinds vijf jaar niet meer in mijn stad verblijvend, doen ze me leven als een slaaf; ik heb niemand die begrip voor me heeft.
Door uw zwijgen ben ik veranderd in mijn uitzien en wezen; mijn lijf gestorven loop ik gebogen rond.
In de stilte klap ik in mijn handen, Ik ken het geluid van mijn [stem niet meer](?)
Hoewel ik nog kras ben, ben ik op mijn oude dag verlaten zoals een dag die ten einde is, ik ben van mijn kamer verdreven
als een vogel gevangen in een val waarvan de jongen het nest verlaten hebben
zijn mijn kinderen in den vreemde verstrooid en ik heb geen man om mijn werk te verrichten. 
omdat het metselwerk (van mijn thuis) hen niet langer trekt, morren ze erover als duiven
Het brood dat ik eet, vult me met tranen, rusten kan ik dus niet
Het leven is lang! Ze hebben mij verteld over mijn heiligschennis. Ik ben een belasterde vrouw geworden. 
en ze hebben me positie van een slaaf gegeven.
[...]
Nu dat Enlil dat bevolen heeft, zijn de landen tot de verste grenzen in uw hand toegewezen.
Zabalam als een woonstede en Durum als mijn stad zijn grotelijks [...]
 Geen verblijplaats is zo goed als de stad van de bevolking; laat hem slechts mijn stad (zien?)!
Spreek tot de tweelinggoden van Emeslam en ik zal voorwaar uw lof zingen!
Herstel de grens van het land van mijn familie!
Op uw bevel laat hen u lof brengen!
Mogen zij mijn mond doen overleggen hoe uw inzettingen te volgen!
Tot de verste streken van de verre landen schijnt uw licht,
Moge u nooit vernietigd worden!
Of haar smeekbede ooit verhoord is, is niet bekend, maar de brief geeft wel een beeld van de literaire stijl van deze tijd van onophoudelijk geweld. De bevolking werd keer op keer het slachtoffer van het geweld. Ook al waren koningen soms bereid hen te ontzien, er brak bij een verovering vaak een tijd van ontbering aan door hongersnood of ziekte.